# Guillem de Torroella
Guillem de Torroella (también escrito Torroelha) fue un poeta mallorquín (de ascendencia ampurdanesa), que vivió durante el siglo XIV (se piensa que nació hacia el 1348). Escribió La Faula, en occitano acatalanado y algún fragmento en francés alrededor del 1370. La “Faula” ha sido reeditada en 2007 dentro de la Biblioteca de Escritores Mallorquines al cuidado de Anna María Compagna Pollone.

## La Faula
La Faula es un cuento escrito por Guillem de Torroella, insertado en la materia de Bretaña, en el que explica en primera persona la historia de su rapto a la Isla Encantada organizado por el hada Morgana que, con la presencia de Torroella, quiere acabar con la tristeza invencible de su hermano, el rey Arturo La presencia del forastero consuela el rey, que había caído en una profunda tristeza debido a la decadencia de los valores caballerescos. El rey Arturo, finalmente, encomienda a Torroella una misión: volver al mundo real y explicar todo lo que ha visto.
La acción empieza en el Valle de Sóller, en Mallorca. Torroella, cabalgando, llega hasta el puerto de Santa Caterina donde ve sobre una "roca" a un papagayo. Torroella mientras contempla al pájaro decide acercarse pero, justo en aquel momento la "roca", que en realidad era una ballena, se lo lleva a través del mar hasta llegar a la Isla Encantada (Sicilia para muchos estudiosos) donde empezará su aventura y conocerá al famoso rey Arturo.
Este libro sirvió de referente para algunos escritores posteriores como Bernat Metge, Anselm Turmeda y Joanot Martorell.